# Mamaa jezik
Mamaa jezik (mama; ISO 639-3: mhf), transnovogvinejski jezik skupine finisterre-huon, kojim govori oko 200 ljudi (1978 K. McElhanon) u jednom selu u provinciji Morobe, Papua Nova Gvineja.
S još deset jezik čini podskupinu erap, dio šire skupine finisterre. Etnička skupina broji oko 400 pripadnika

## Vanjske poveznice
- Ethnologue (14th)
- Ethnologue (15th)